# Phricanthes phaedra
Phricanthes phaedra es una especie de polilla de la familia Tortricidae.

## Distribución
Se encuentra en Papúa Nueva Guinea.